# Michelle O'Neill
Michelle O'Neill (nascida Michelle Doris; Fermoy, 10 de janeiro de 1977) é uma política irlandesa que atua como primeira-ministra da Irlanda do Norte desde fevereiro de 2024, tendo atuado anteriormente como vice-primeira-ministra de 2020 a 2022.
O'Neill serviu no Dungannon e South Tyrone Borough Council de 2005 a 2011. Em 2007, ela foi eleita para representar Mid Ulster na Assembleia da Irlanda do Norte. Ela serviu como a primeira mulher prefeita de Dungannon e South Tyrone de 2010 a 2011. Ela atuava como vice-presidente do Sinn Féin desde 2018. Em 2011, foi nomeada para o Executivo da Irlanda do Norte pelo vice-primeiro-ministro Martin McGuinness como Ministra da Agricultura e Desenvolvimento Rural. Em 2016, foi promovida a Ministra da Saúde.
Em janeiro de 2020, ela se tornou vice-primeira-ministra da Irlanda do Norte depois que o acordo da Nova Década, Nova Abordagem restaurou o executivo de partilha de poder. O'Neill renunciou automaticamente ao seu cargo após a renúncia de Paul Givan como primeiro-ministro em 3 de fevereiro de 2022. O Sinn Féin tornou-se o maior partido após as eleições para a Assembleia de 2022, colocando O'Neill na linha para o cargo de Primeiro Ministro da Irlanda do Norte; no entanto, ela só assumiu o cargo dois anos depois, porque o Partido Unionista Democrático recusou nomear um vice-primeiro-ministro, citando a sua oposição ao Protocolo sobre a Irlanda do Norte.
Em 3 de fevereiro de 2024, O'Neill foi nomeada primeiro-ministra da Irlanda do Norte. Isto marcou a primeira vez que um nacionalista, republicano ou católico irlandês ocupou o cargo de chefe de governo na Irlanda do Norte desde 1921.